# بايرون جي. ستاوت
بايرون جي. ستاوت هو محامي وسياسي أمريكي، ولد في 12 يناير 1829 في Richmond, New York ‏ في الولايات المتحدة، وتوفي في 19 يونيو 1896 في بونتياك في الولايات المتحدة. نشط حزبياً في الحزب الديمقراطي. وقد انتخب عضو مجلس ولاية ميشيغان ‏ وانتخب عضو مجلس النواب الأمريكي ‏.